# Хух-Нур
Хух-нуур — солоне озеро в аймаку Дорнод у Монголії. Знаходиться на висоті 565 метрів над рівнем моря, має середню глибину 7 м та площу 21 км2.  В озеро впадає річка Телийн-Гол.

Входить до системи Торейських озер, які час від часу пересихають, зокрема це було зафіксовано у 1772, 1855, 1943–1945 та на початку 1980-х років

Улоговина Хух-Нур є найнижчою точкою Монголії.